# Джонсон, Энох
Энох Льюис «Наки» Джонсон (англ. Enoch Lewis "Nucky" Johnson; 20 января 1883, тауншип Гэллоуэй, округ Атлантик, Нью-Джерси, США — 9 декабря 1968, Нортфилд, округ Атлантик, Нью-Джерси, США) — политик, бизнесмен и криминальный авторитет из Атлантик-Сити (штат Нью-Джерси), шериф округа Атлантик (1908—1911), возглавлявший политическую машину, которая контролировала город Атлантик-Сити и округ Атлантик с 1910-х годов до его осуждения и заключения в тюрьму в 1941 году. Расцвет его деятельности пришёлся на «бурные двадцатые», когда Атлантик-Сити был на пике своей популярности как убежище от «сухого закона». Помимо бутлегерства, организация Наки Джонсона также занималась азартными играми и проституцией.

## Ранние годы
Энох Льюис Джонсон родился 20 января 1883 года в городке Гэллоуэй (штат Нью-Джерси) в семье Смита Э. и Вирджинии (Хигби) Джонсон, которые были WASP и членами двух старейших семей округа Атлантик. Прозвище «Наки» произошло от имени Энох.
В 1886 году Смит Джонсон был избран шерифом округа Атлантик на трехлетний срок и семья переехала в Мейс-Лендинг, административный центр округа. Его карьера в правоохранительных органах чередовалась между должностями шерифа Мейс-Лендинга и младшего шерифа Атлантик-Сити. Наряду с секретарём округа Атлантик Льюисом П. Скоттом (1854—1907) и конгрессменом и мэром Джоном Дж. Гарднером (1845—1921) старший Джонсон был членом группы из трёх человек, контролировавшей органы власти Атлантик-Сити и округа Атлантик до прихода к власти Луиса Кюнле (1857—1934). В 1905 году Наки Джонсон стал заместителем своего отца, в то время шерифа в Мейс-Лендинге. В 1908 году Джонсон-младший был избран шерифом округа Атлантик, когда истек срок полномочий его отца, и занимал эту должность до тех пор, пока не был уволен по решению суда в 1911 году.
В 1906 году Джонсон женился на своей возлюбленной Мейбл Джеффрис из Мейс-Лендинг. Вскоре они оба поступили в педагогическую школу штата Нью-Джерси (ныне Колледж Нью-Джерси) в Трентоне (Нью-Джерси), где Наки изучал английскую литературу. Однако позже он отказался от учёбы в пользу политической карьеры.

## Восхождение к власти
В 1909 году Джонсон был назначен на политически важную должность секретаря республиканского исполнительного комитета округа Атлантик. В 1911 году местный политический босс Луис Кюнле, Джонсон и ещё несколько человек были обвинены в коррупции. Кюнле был осуждён и заключён в тюрьму, а Джонсон был оправдан, что позволило ему сменить Кюнле на посту лидера окружной политической машины, которая фактически контролировала возглавляемые республиканцами органы власти Атлантик-Сити и округа Атлантик.
Атлантик-Сити жил за счёт туристов, и городские власти знали, что успех города как курорта зависит от предоставления туристам того, что они хотят. Чего хотели многие туристы, так это возможности пить, играть в азартные игры и посещать проституток. Руководители города понимали, что легализация пороков даст городу преимущество перед конкурентами. Таким образом, организация, унаследованная Джонсоном, разрешила продажу алкоголя по воскресеньям (что в то время было запрещено законом Нью-Джерси), азартные игры и проституцию в обмен на плату за покровительство. Поддержка индустрии порока должна была продолжаться и расширяться при правлении Наки Джонсона, как и другие формы коррупции, такие как откаты по муниципальным контрактам.
В 1912 году умерла жена Джонсона Мэйбл. Как сообщается, Джонсон ранее был трезвенником, но начал пить после её смерти.
За время своего 30-летнего правления Джонсон занимал много должностей: казначей округа, что позволяло ему контролировать окружной бюджет; окружной коллектор; издатель еженедельной газеты; директор банка; президент строительной и кредитной компаний; директор пивоварни в Филадельфии. Он отклонил просьбы баллотироваться в сенат штата, полагая, что баллотироваться на выборах ниже достоинства «настоящего босса». Как самый влиятельный республиканец Нью-Джерси, Джонсон внёс большой вклад в избрание нескольких губернаторов и сенаторов.
В 1916 году Джонсон был руководителем кампании кандидата от республиканцев Уолтера Эджа, который успешно избрался губернатором. В дополнение к сбору денег для Эджа, который тогда был сенатором штата от округа Атлантик, Джонсон смог заручиться поддержкой для своего кандидата босса Демократической партии округа Хадсон Фрэнка Хейга, которому не нравился кандидат его партии. Поддержка со стороны Хейга и его политической машины помогла Эджу победить и он вознаградил Джонсона, назначив его секретарём Верховного суда штата.

## Эпоха «сухого закона»
Власть Джонсона достигла своего апогея во время «сухого закона», который был принят на национальном уровне в 1919 году (но вступил в силу только в 1920) и действовал до 1933 года. В Атлантик-Сити с подачи местных властей «сухой закон» фактически не соблюдался, и в результате популярность курорта ещё больше выросла. Тогда город называл себя «Игровой площадкой мира» (англ. The World's Playground). Этому способствовал Джонсон, который с его влиянием и властью в городе позаботился о том, чтобы любой, кто продавал алкоголь, содержал бордель или управлял игорным заведением, не беспокоился, пока Джонсон получает свою долю. Фактически, большая часть дохода Джонсона поступала от незаконно проданного спиртного, а также от азартных игр и проституции в Атлантик-Сити. Джонсон однажды сказал:

У нас есть виски, вино, женщины, песни и игровые автоматы. Я не буду этого отрицать и не буду извиняться за это. Если бы большинство людей не хотели их, они не были бы прибыльными и не существовали бы. Тот факт, что они существуют, доказывает мне, что они нужны людям.
Оригинальный текст (англ.)We have whisky, wine, women, song and slot machines. I won't deny it and I won't apologize for it. If the majority of the people didn't want them they wouldn't be profitable and they would not exist. The fact that they do exist proves to me that the people want them.
— The New York Times
Следователи заявили, что доход Джонсона от бутлегерства, азартных игр и проституции превышал 500 000 долларов в год (что эквивалентно более чем 8 миллионам долларов в 2021 году). В то время он мог позволить себе лимузин за 14 000 долларов с личным водителем и дорогую одежду, в том числе енотовую шубу за 1200 долларов. Его личным знаком была красная гвоздика, свежая каждый день, которую он носил на лацкане. На пике своего могущества Джонсон жил в многокомнатном номере на девятом этаже отеля Ritz-Carlton, расположенного на променаде. Отель, открывшийся в 1921 году, был местом, где Джонсон устраивал роскошные вечеринки, заслужив прозвище как «Царь Ритца» (the Czar of the Ritz) и «Узник Ритца» (the Prisoner of the Ritz). Наки щедро раздавал нуждающимся, и его любили местные жители, среди которых о его благожелательности и щедрости ходили легенды. Джонсон однажды сказал: «Когда я жил хорошо, все жили хорошо».
С момента своего основания Атлантик-Сити, как и другие летние курорты, был обременён сезонной экономикой, усилия по развитию туризма в холодные месяцы так и не увенчались успехом. Однако доступность алкоголя во время «сухого закона» сделала Атлантик-Сити главным местом проведения конгрессов в стране. Стремясь продвигать круглогодичную экономику, поддерживаемую конвенциями, Джонсон решил построить в Атлантик-Сити конференц-центр. Работа над ним началась в 1926 году, и открылся он в мае 1929 года. Сооружение размером 200 на 110 м, было ультрасовременное зданием для конференций, в котором на тот момент было самое большое помещение в истории с беспрепятственным видом.
При Наки Джонсоне Атлантик-Сити был одним из ведущих портов по ввозу контрабандных спиртных напитков. В 1927 году Наки согласился участвовать в организации бутлегеров и рэкетиров восточного побережья, сформировав «Большую семёрку» (Big Seven) или «Группу семи» (Seven Group). В 1929 году он был организатором конференции мафии в Атлантик-Сити, встречи лидеров организованной преступности с участием таких гангстеров как Джонни Торрио, Лаки Лучано, Аль Капоне, Багси Сигел, Фрэнк Костелло, Джо Адонис, Голландец Шульц, Эбнер Цвиллман, Луис «Лепке» Бухальтер, Винсент Мангано, Фрэнк Эриксон, «Дон Чиче» Скаличе и Альберт Анастазия. (Известная фотография, на которой Джонсон и Капоне вместе идут по променаду во время конференции, имеет сомнительную подлинность.)
Лчиным водителем, камердинерем, телохранителем и верным другом Джонсона в эти годы был Луи Кессель, в прошлом русский борец. Главным силовиком Джонсона и олдерменом района Fourth Ward был бывший посыльный отеля Ritz-Carlton Джимми Бойд. Джонсон познакомился с Бойдом примерно в то время, когда он и Лаки Лучано формировали «Большую семёрку». С самого начала Наки начал готовить Джимми к тому, чтобы стать боссом. К концу 1920-х годов Бойд управлял всеми спикизи, нелегальными казино и борделями в городе.

## Закат карьеры
Имя Наки Джонсона часто упоминалось в серии статей о пороках в Атлантик-Сити, опубликованных в 1930 году в New York Evening Journal. По некоторым данным, между владельцем газеты, У. Р. Херстом, и Джонсоном существовала личная неприязнь, потому что Джонсон слишком сблизился с танцовщицей, которая была постоянной девушкой Херста, когда тот посещал Атлантик-Сити. Впоследствии Джонсон оказался в центре пристального внимания федеральных властей, предположительно благодаря Херсту, имевшему связи среди чиновников администрации Рузвельта.
В 1933 году федеральные власти потребовали от Джонсона доплатить налоги, которые он должен был заплатить с дохода, полученного в 1927 году. Ситуация усугубилась тем, что в том же 1933 году был отменён «сухой закон», что резко снизило привлекательность Атлантик-Сити для туристов и участников конгрессов, тем самым уменьшив доходы Джонсона и его политической машины. 10 мая 1939 года Джонсону было предъявлено обвинение в уклонении от уплаты налогов с примерно 125 000 долларов, которые он получил в 1935—1937 годах. Судебный процесс завершился в июле 1941 года. Джонсон был признан виновным и приговорён к десяти годам лишения свободы в федеральной тюрьме и оштрафован на 20 000 долларов. 1 августа 1941 года Джонсон, которому тогда было 58 лет, женился на 33-летней шведской американке Флоренс «Флосси» Осбек, бывшей танцовщице из Филадельфии, с которой был помолвлен три года. Десять дней спустя, 11 августа 1941 года, Джонсон начал отбывать наказание в федеральной тюрьме Льюисбурга в Пенсильвании.
После осуждения Джонсона в 1941 году политическую машину Атлантик-Сити возглавил сенатор штата Нью-Джерси Фрэнк Фарли.

## Жизнь после тюрьмы
Наки Джонсон был условно-досрочно освобождён 15 августа 1945 года, после четырёх лет тюремного заключения, и под присягой заявил что у него нет ни денег, ни собственности, чтобы уплатить штраф в размере 20 000 долларов (что эквивалентно 301 000 долларов в 2021 году).
После выхода из тюрьмы Джонсон жил с женой и братом в доме, принадлежащем родственникам его жены, на Саут-Элберон-авеню в Атлантик-Сити. Вопреки предположениям, что он будет добиваться выборной должности, Наки стал работать в сфере продаж в Richfield Oil Company и вместе с женой в винодельческом хозяйстве Renault Winery (Нью-Джерси). Джонсон продолжал безупречно одеваться, не забывая про знаковую для себя красную гвоздику на лацкане, время от времени вместе с супругой посещая политические ужины или митинги, где они неизменно сидели за главным столом. Уйдя из политики, Джонсон всегда поддерживал своего преемника, и в 1952 году, когда организация Фарли столкнулась с особенно серьезными проблемами на выборах, Джонсон провёл кампанию от его имени в Нортсайде, преимущественно чёрном районе Атлантик-Сити, где Наки по прежнему оставался популярным.
Энох Джонсон умер естественной смертью 9 декабря 1968 года в доме престарелых округа Атлантик в Нортфилде (штат Нью-Джерси). Согласно The Press of Atlantic City, Джонсон «был рождён, чтобы править: у него было чутьё, яркость, он был политически аморальным и безжалостным, обладал эйдетической памятью на лица и имена, а также природным даром командовать… [Джонсон] имел репутацию гурмана, пьяницы, ненасытного любовника, эпикурейца, сибарита-любителя роскоши и всего хорошего в жизни».

## В поп-культуре
В 2002 году вышла книга Нельсона Джонсона Boardwalk Empire: The Birth, High Times, and Corruption of Atlantic City, в которой рассказывается о коррумпированном альянсе политиков и рэкетиров, много лет управлявших городом Атлантик-Сити.
По этой книге Теренс Уинтер, Мартин Скорсезе и Марк Уолберг сняли для телесети HBO сериал «Подпольная империя», рассказывающий об эпохе «сухого закона» в Атлантик-Сити. Главного героя, Эноха «Наки» Томпсона — городского казначея и босса местного криминалитета со связями на самом «верху» — сыграл Стив Бушеми. Создатели сериала решили сделать главным героем не Наки Джонсона, а вымышленного, но очень похожего персонажа, чтобы дать сценаристам творческую свободу и сохранить напряжение. Важным различием между настоящим Джонсоном и вымышленным Томпсоном заключается в том, что Джонсон никого не убивал лично, в отличие от Томпсона; также нет никаких доказательств того, что Джонсон когда-либо приказывал кого-то убить. Кроме того, Томпсон изображается как управляющий своей винокурней и напрямую конкурирующий с реальными гангстерами за распространение спиртного на Восточном побережье, тогда как Джонсон лишь получал долю от продажи нелегального алкоголя в Атлантик-Сити, но сам никогда не производил и не продавал спиртное, а также не участвовал в гангстерских войнах за передел территорий. Его описывают как человека, управлявшего своей империей «бархатным молотком». Ещё одно отличие заключается в том что жена Джонсона умерла, а не покончила с собой после гибели их ребёнка. Кроме того, если в сериале Томпсон снова женился в 1921 году, то Джонсон женился повторно лишь 1941 году, спустя много времени после смерти жены в 1912 году. Наконец, Томпсон — ирландец и католик, а Джонсон был методистом, чьи родители происходили из старейших семей округа Атлантик.
В криминальной драме Луи Маля «Атлантик-Сити» (1980) стареющий гангстер Лу (Берт Ланкастер) упоминает инцидент с участием Наки Джонсона.